# کارلوس مارچلو
کارلوس مارچلو (به ایتالیایی: Carlos Marcello) (زاده ۶ فوریه ۱۹۱۰، درگذشته ۳ مارس ۱۹۹۳) فردی ایتالیایی- آمریکایی و عضو مافیای سیسیل بود. او در دهه ۴۰ تبدیل به رئیس خانواده جنایی شهر نیواورلیان شد و این سمت را تا ۳۰ سال بعدی حفظ کرد.

## ابتدای زندگی
او در تونس از خانواده‌ای سیسیلی به دنیا آمد. در سال ۱۹۱۱ به همراه خانواده‌اش به آمریکا آمد و در شهر متایری، لوئیزیانا اقامت کرد. کارلوس خرده‌خلاف‌های خود را در دسته فرانسوی‌ها آغاز کرد. او به خاطر تشکیل یک دسته از نوجوانان که در شهری کوچک حوالی نیواورلیان سرقت‌های مسلحانه انجام می‌داد به زندان افتاد.
در همان زمان روزنامه‌های محلی او را با فاگین (شخصیت منفی داستان الیور توییست نوشته چارلز دیکنز) مقایسه می‌کردند. این اعتقاد بعدها رفع شد. اگرچه
او در سال بعد به جرم تجاوز و سرقت به نه سال حبس در زندان ایالتی محکوم شد اما پنج سال بعد آزاد شد.
در سال ۱۹۳۸ برای فروش بیش از ۲۳ پوند ماری جوانا دوباره دستگیر شد. با وجود دریافت یک حکم طولانی مدت دیگر و ۷۶٫۳۸۰ دلار جریمه، کمتر از ده ماه را در زندان سپری کرد. به محض آزادی از زندان با فرانک کاستلو که رئیس خانواده جنوا در نیویورک بود، شراکتی را آغاز کرد. مارچلو در همان زمان با کاستلو در انتقال غیرقانونی دستگاه‌های خودکار کازینو (Slot Machine) از نیویورک به نیواورلیان همکاری کرد. مارچلو با نفوذ خود دستگاه‌ها را وارد بازار محلی کرد.

## ترور جان اف کندی
«کمیتهٔ انتخابی مجلس برای ترورها» که مسئولیت بررسی ترور جان اف کندی را برعهده داشت، اعلام کرد قتل لی هاروی اسوالد به دست جک روبی برای اولین بار تردیدهایی را ایجاد کرد مبنی بر این گروه‌های جرائم سازمان‌یافته در قتل رئیس جمهور آمریکا دست داشته‌اند. بر اساس گزارش این کمیته، اسوالد و روبی هر دو با افرادی ارتباط داشتند که با خانواده جنایی مارچلو به نحوی مرتبط بودند. کمیته گزارش داد مارچلو انگیزه، فرصت و امکان انجام این قتل را داشته‌است اما مدرکی دال بر گناهکاری او به دست نیامد.
فرانک راگانو، وکیل بسیاری از مجرمان سازمان‌یافته از جمله سانتو ترافیکانته جونیور و کارلوس مارچلو، در خودزندگی‌نامهای که در سال ۱۹۹۴ منتشر کرد، مدعی شده‌است که پیغامی را از طرف جیمی هوفا به ترافیکانته و مارچلو رسانده است که در آن هوفا از دو پدرخوانده می‌پرسد حاضرند کندی را بکشند؟
فیلم مشهور [[JFK]] به کارگردانی en:Oliver Stone اولیور استون» گر چه به صورت ضمنی به حدس و گمان‌ها مبنی بر نقش مستقیم مافیا در ترور کندی رئیس جمهور فقید آمریکا، خاتمه داد، لیکن، به منافعی که مافیا از ترور می‌برد و نیز، ارتباط مافیا با شهر محل وقوع حادثه ترور رئیس جمهور، اشاراتی نامستدل دارد.